# Pierre-Adrien Toulorge
Pierre-Adrien Toulorge, OPraem (4. května 1757, Muneville-le-Bingard – 13. října 1793, Coutances) byl francouzský římskokatolický kněz a řeholník premonstrátského řádu, popravený během velké francouzské revoluce. Katolická církev jej uctívá jako blahoslaveného mučedníka.

## Život

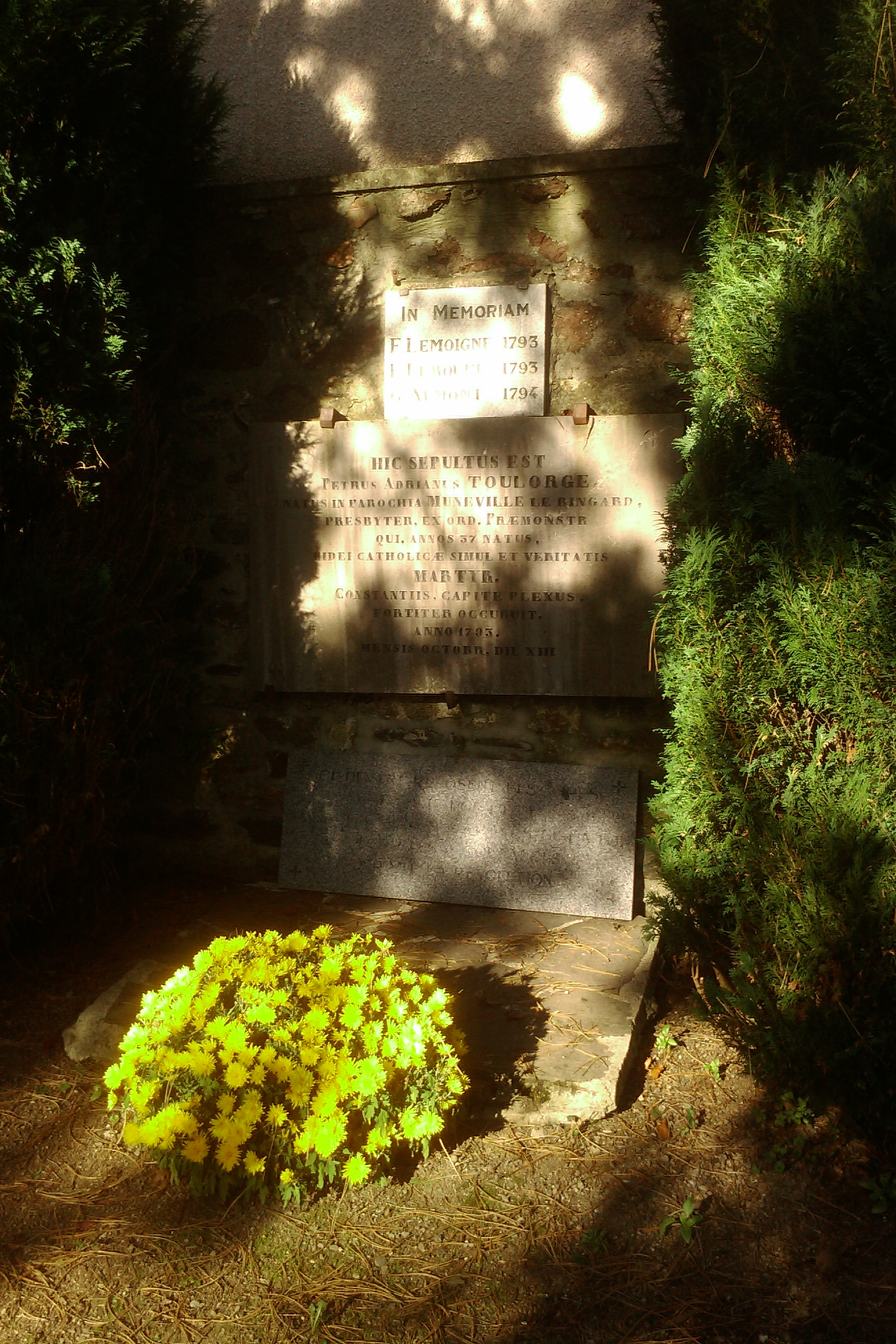
Jeho hrobka na hřbitově v Coutances

Narodil se dne 4. května 1757 v obci Muneville-le-Bingard jako poslední ze třetí dětí Julienu Toulorgemu a Julienne Hamel. Jeho rodiče se vzali 9. listopadu 1747. Pokřtěn byl jen několik hodin po svém narození. Měl jednoho bratra a jednu sestru. Jeho matka zemřela 8. května 1757 a roku 1861 se jeho otec znovu oženil s ovdovělou Marií Dupreyovou. Jeho otec zemřel dne 31. března 1782.
V mládí se toužil stát knězem a místní duchovní jej učil latinsky. Později byl poslán do školy na základní vzdělání, načež vstoupil do kněžského semináře vedeného eudisty, kde byl jeho představeným bl. Jacques-François Lefranc, který se stal později taktéž mučedníkem. Filosofická studia absolvoval roku 1777 a teologická studia v letech 1778–1782.
Dne 12. června 1778 přijal tonzuru a nižší svěcení a dne 23. září 1780 byl vysvěcen na podjáhna. Na jáhna byl vysvěcen dne 8. května 1871 a kněžské svěcení přijal v červnu 1782. Počátkem roku 1783 se stal pomocným duchovním v Doville. Často docházel do nedalekého kláštera premonstrátů, do kterého se rozhodl vstoupit. Po noviciátu složil v řádu roku 1788 řeholní sliby.
Roku 1790 byl během velké francouzské revoluce vydán příkaz, aby kněží a biskupové přísahali věrnost občanské ústavní vládě, namísto římskému papeži, co byl znamenalo schizma. Příkaz se nevztahoval na řeholní kněze, což však netušil a ze strachu před zatčením se začal skrývat na místní farmě, kde žil do září roku 1791, kdy odcestoval na tehdy anglický ostrov Jersey, kde se připojil k více než 500 kněžím z diecéze coutanceské, kteří se zde taktéž skrývali. Zde si však uvědomil nově způsobený nedostatek kněží a jeho potřebu ve farnostech a začal litovat svého útěku. Přistál na pláži na Cotentinu, načež se tajně (jako ilegální uprchlík) věnoval pastoraci, kdy mimo jiné sloužil mše svaté v provizorních prostorách.
Po nějaké době však byl nejspíše udán a zatčen. Při výslechu pak rezolutně popřel, že by uprchl do ciziny, za což by mu hrozil trest smrti, kterému se tak vyhnul. Byl uvězněn a čekal na druhý proces, při kterém předpokládal zproštění viny, jelikož nebyly žádné důkazy pro jeho útěk. Zde si však uvědomil své hříšné jednání v podobě lži, kterou by si zachránil život a rozhodl se raději zemřít, než aby si zachránil život tímto způsobem. Dobrovolně se přihlásil u soudce, před kterým řekl pravdu o svém útěku a byl v souladu s tehdejšími zákony odsouzen na smrt. Poprava gilotinou byla vykonána dne 13. října 1793 odpoledne v Coutances, kdy podle svědků byl při cestě na popraviště klidný a téměř veselý.
Jeho ostatky byly uloženy do hromadného hrobu a znovu pohřbeny byly roku 1804 na hřbitově v Coutances.

## Úcta
Jeho beatifikační proces započal dne 24. dubna 1995, čímž obdržel titul služebník Boží. Dne 2. dubna 2011 podepsal papež Benedikt XVI. dekret o jeho mučednictví.
Blahořečen pak byl dne 29. dubna 2012 v katedrále Notre-Dame v Coutances. Obřadu předsedal jménem papeže Benedikta XVI. kardinál Angelo Amato.
Jeho památka je připomínána 13. října. Bývá zobrazován v řeholním oděvu.